# Rastellus kariba
Rastellus kariba is een spinnensoort uit de familie Ammoxenidae. De soort komt voor in Zimbabwe.